# Philip Walton
Philip Joseph Walton (Dublin, 28 maart 1962) is een Ierse golfprofessional.

## Amateur
Als amateur won hij drie internationale wedstrijden, het Schots- en Spaans Amateur in 1981 en het nationale Iers Amateur in 1982. Hij is dan 20 jaar en besluit professional te worden.

## Professional
Philip Walton werd professional in 1983. In Ierland won hij de professionele kampioenschappen in 1987, 1989, 1991 en 1995.

#### Europese Tour
Op de Europese PGA Tour eindigde hij in zijn eerste seizoen, 1983, in de top 100 van de Order of Merit, wat hem tot en met 1998 ieder jaar lukte. In 1995 bereikte hij met de 13de plaats zijn hoogste positie ooit op de Order of Merit. In 1999 raakte Walton zijn tourkaart kwijt en pas in 2004 haalde hij zijn kaart bij de Tourschool in San Roque met een score van +4 over 6 rondes.
Op de Tour behaalde hij drie overwinningen:
- 1990: Open de France
- 1995: Open Catalonia, Murphy's English Open

#### Teams
- Hij vertegenwoordigde Europe in de Ryder Cup op Oak Hill in 1995. Het team won, Walton verloor één partij maar versloeg Jay Haas op de 18de green. Dat punt bevestigde de overwinning van het Europese team.
- Alfred Dunhill Cup: 1989, 1990 (gewonnen), 1992, 1994 en 1995.
- World Cup: 1995
- Europcar Cup: 1988.